# Луций Кальвенций Вет Карминий
Луций Кальвенций Вет Карминий (лат. Lucius Calventius Vetus Carminius) — римский политический деятель первой половины I века.
В 44/45 году Вет был легатом пропретором провинции Лузитания. С сентября по октябрь 51 года он занимал должность консула-суффекта с Веспасианом. Затем Вет был проконсулом Африки.
У него было два сына: консул-суффект 81 года Луций Карминий Лузитаник и консул-суффект 83 года Секст Карминий Вет.